# Kroksfjördur
Kroksfjördur es un fjord y un volcán viejo y erosionado de la región de Vestfirðir, en Islandia. 

## Características
Se encuentra en una pequeña península entre varios estuarios. El pueblo más cercano es Reykhólar. Solo media parte conserva el volcán, ya que la otra parte está bajo el mar. 
A pesar de que data del Terciario, se encuentra rocas ígneas calcoalcalíneas de la edad Arcaica. Este tipo de rocas indica que se originó a partir de las fallas del rift del Atlántico, que atraviesa todo el país. 
Kroksfjördur es también una provincia volcánica, en que comprende zonas de diques, incluyendo el propio volcán.